# 1967년 포레스탈함 화재

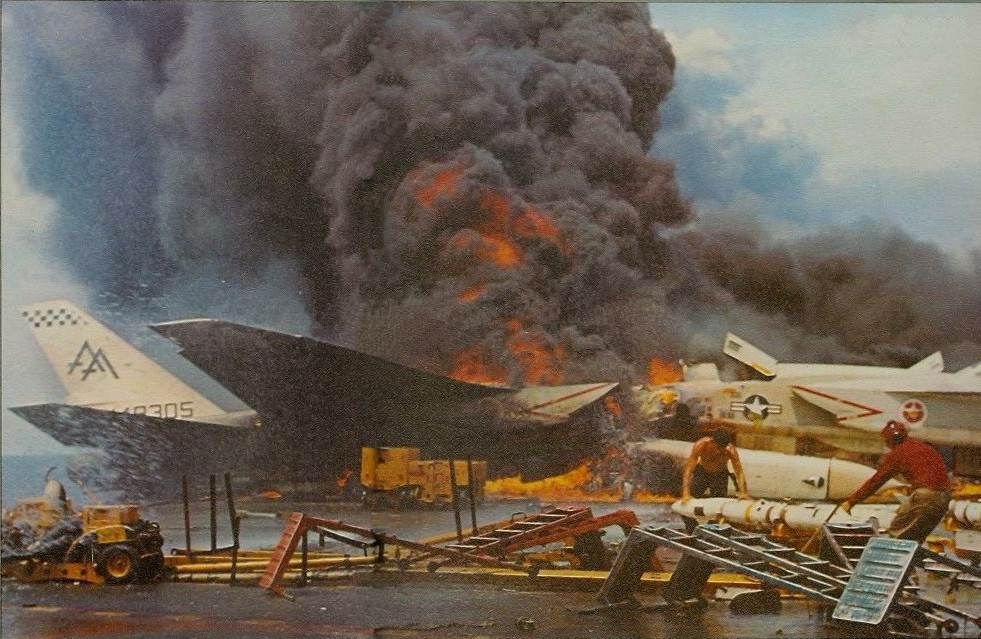
베트남 해상의 USS 포레스탈 항공모함의 화재

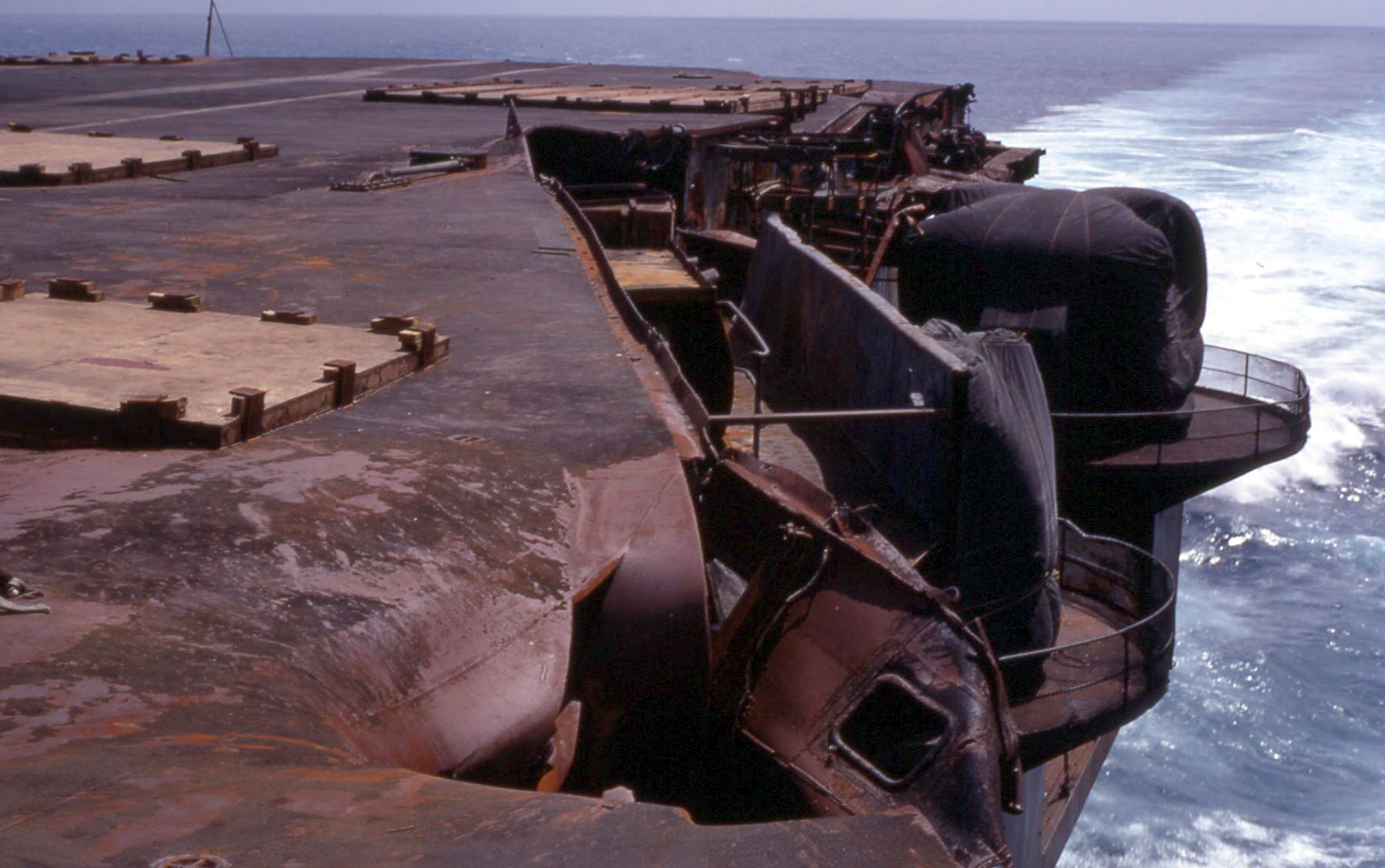
화재로 파손된 USS 포레스탈 항공모함

1967년 포레스탈함 화재는 1967년에 USS 포레스탈 항공모함에서 발생한 화재 사고이다. 전자 오작동으로 함재기에 장착되어 있던 5인치 주니 로켓이 발사되어 폭발했다. 134명이 사망하고, 161명이 부상을 입었다.

## 배경

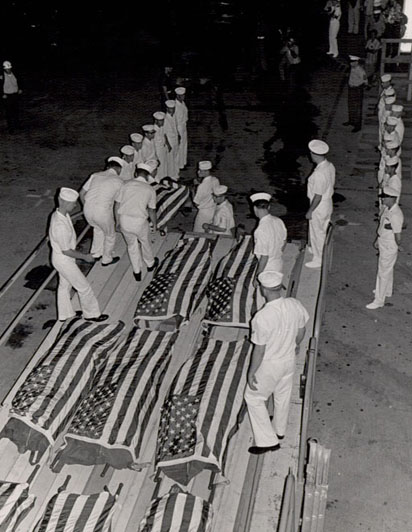
포레스탈함의 사망자들

1967년 7월 29일 오전 10시 20분, USS 포레스탈 항공모함의 함미쪽 비행갑판에 배치되어 있던 VF-11 비행대대의 110번 F-4B 팬텀 II 전투기의 4연장 LAU-10 로켓 포드에 장전되어 있던 주니 로켓 한발이 전자부품 오작동으로 발사되었다. 안전장치가 풀리지 않아 주니로켓이 폭발하지는 않았다. 그러나 F-4B 팬텀 II 전투기의 맞은편에서 이륙대기중이던 VA-46 비행대대의 405번 A-4E 스카이호크 전투기의 외부연료탱크에 명중했다. 수초만에 반대쪽 외부연료탱크까지 폭발했다.
화재사고로 1000 파운드 AN-M65 폭탄 2발이 비행갑판에 떨어졌으며, 첫화재 1분 36초가 지나고 결국 폭탄 한발이 폭발했다.
F-4B 팬텀 II 7대, A-4E 스카이호크 11대, RA-5C 비질란테 정찰기 3대 등 모두 21대의 함재기가 파손됐다.